# Belezis
Belezis (Belesis, Beleses) – legendarny babiloński kapłan, prorok i wojownik. Przedstawiany jest jako człowiek, który swoimi namowami pobudził medyjskiego księcia Arbacesa do buntu przeciwko asyryjskiemu władcy Sardanapalowi. Po obaleniu tyrana Belezis miał zostać władcą Babilonii. Informacje o Arbacesie i Belezisie przekazuje Diodor Sycylijski, opierając się na relacji Ktezjasza.
Przekaz Ktezjasza jednak nie uchodzi za wiarygodny. Być może cała ta historia jest wytworem jego fantazji albo bezkrytycznego spisywania legend.
Belezis jest bohaterem tragedii George'a Gordona Byrona Sardanapalus (Sardanapal) i eposu The Fall of Nineveh (Upadek Niniwy) Edwina Atherstone'a. W poemacie Atherstone'a Belezis jest ukazany jako kapłan, który umie wyczytać z gwiazd wolę jedynego Boga.
Imię Belezis nosi jeden z fenickich kupców wspomniany w powieści Faraon Bolesława Prusa.